# Анри Дарси
Анри Дарси (фр. Henry Philibert Gaspard Darcy; Дижон, 10. јун 1803 — Париз, 3. јануар 1858) је био француски научник који је дао значајан допринос на пољу хидраулике где је установио законитост која се по њему назива Дарсијев закон.